# Късна бронзова епоха
Късната бронзова епоха е най-младият период на бронзовата епоха, който в Средна Европа е през 1300 - 800 пр.н.е.